# Kazačinskoe
Kazačinskoe (in russo Казачинское?) è un villaggio della Russia asiatica, situato nel Territorio di Krasnojarsk. È il centro amministrativo del distretto Kazačinskij.
Si trova sulla riva sinistra dello Enisej, 200 km a nord di Krasnoyarsk.